# On with the Show!
On with the Show! is een Amerikaanse Musicalfilm uit 1929. De film was opgenomen in technicolor en was daardoor de eerste geluidsfilm volledig in kleur. De volledige film bestaat nog in een zwart-witte versie, van de kleurbeelden is enkel nog een fragment van 20 seconden bewaard gebleven.

## Plot
Een hoedenmeisje neemt de plaats in van een rebelse ster.

## Rolverdeling
| Acteur           | Personage     |
| ---------------- | ------------- |
| Betty Compson    | Nita French   |
| Louise Fazenda   | Sarah Fogarty |
| Sally O'Neil     | Kitty         |
| Joe E. Brown     | Joe Beaton    |
| Purnell B. Pratt | Sam Bloom     |